# Tatocnemis virginiae
Tatocnemis virginiae là loài chuồn chuồn trong họ Megapodagrionidae. Loài này được Legrand miêu tả khoa học đầu tiên năm 1992.